# Писарра (Бразилия)

Писарра на карте штата.

Писарра (порт. Piçarra) — муниципалитет в Бразилии, входит в штат Пара. Составная часть мезорегиона Юго-восток штата Пара. Входит в экономико-статистический микрорегион Реденсан. Население составляет 12 697 человек на 2010 год. Занимает площадь 3312,706 км². Плотность населения — 3,83 чел./км².

## История
Город основан 29 декабря 1995 года. 

## Демография
Согласно сведениям, собранным в ходе переписи 2010 г. Национальным институтом географии и статистики (IBGE), население муниципалитета составляет:
| Полное население                               | Полное население                               | Полное население                               | Полное население                               | 12 697 |
| ---------------------------------------------- | ---------------------------------------------- | ---------------------------------------------- | ---------------------------------------------- | ------ |
| в том числе:                                   | Городское население                            | 3581                                           | Процент городского населения, %                | 28,20  |
|                                                | Сельское население                             | 9116                                           | Процент сельского населения, %                 | 71,80  |
|                                                | Мужское население                              | 6776                                           | Процент мужского населения, %                  | 53,37  |
|                                                | Женское население                              | 5921                                           | Процент женского населения, %                  | 46,63  |
| Плотность населения, чел/км²                   | Плотность населения, чел/км²                   | Плотность населения, чел/км²                   | Плотность населения, чел/км²                   | 3,83   |
| Население муниципалитета в % к населению штата | Население муниципалитета в % к населению штата | Население муниципалитета в % к населению штата | Население муниципалитета в % к населению штата | 0,17   |

По данным оценки 2015 года, население муниципалитета составляет 12 675 жителей.

## Статистика
- Валовой внутренний продукт на 2003 год составляет 127 705 840,00 реалов (данные: Бразильский институт географии и статистики).
- Валовой внутренний продукт на душу населения на 2003 год составляет 9389,45 реалов (данные: Бразильский институт географии и статистики).
- Индекс развития человеческого потенциала на 2000 год составляет 0,662 (данные: Программа развития ООН).

## Важнейшие населенные пункты
| № | Населённый пункт           | Населённый пункт (порт.)    | Категория | Население чел. (2010) | На карте                       |
| - | -------------------------- | --------------------------- | --------- | --------------------- | ------------------------------ |
| 1 | Писарра                    | Piçarra                     | город     | 3581                  | 6°26′46″ ю. ш. 48°51′54″ з. д. |
| 2 | Озиэл-Перейра (Бамериндус) | Oziel Pereira ou Bamerindus | поселок   | 993                   | 6°24′29″ ю. ш. 49°09′10″ з. д. |
| 3 | Боа-Виста-ду-Арагуая       | Boa Vista do Araguaia       | поселок   | 588                   | 6°36′07″ ю. ш. 48°41′51″ з. д. |
| 4 | Итайпавас                  | Itaipavas                   | поселок   | 228                   | 6°46′19″ ю. ш. 48°58′21″ з. д. |
| 5 | Джалма-Кастру              | Djalma Castro               | поселок   | 225                   | 6°41′43″ ю. ш. 49°06′34″ з. д. |
| 6 | Кашуэйринья                | Cachoeirinha                | поселок   | 102                   | 6°24′21″ ю. ш. 48°55′17″ з. д. |